# Piotr Badmaïev
Piotr Alexandrovitch Badmaïev (en russe : Пётр Александрович Бадмаев ; vers 1850 - 1920 ou 1923) faisait partie du groupe ethnique bouriate et était un médecin russe effectuant de la politique dans son pays vers la fin du XIXe siècle et le début du XXe siècle.

## Biographie
C'est le prince Esper Esperovitch Oukhtomski qui l'introduit à la cour du tsar en 1893. Il partageaient avec Badmaïev la foi dans le mythe du tsar blanc né dans les légendes asiatiques.
Né dans une famille bouddhiste, Badmaïev se convertit à l'orthodoxie lorsqu'il devient le filleul d'Alexandre III et suit des études de médecine. 
Il pratique la médecine tibétaine auprès de la famille impériale. Il présente au tsar le Tibet comme un nœud important qu'il conviendrait de relier au transsibérien par une branche traversant la Mongolie et la Chine vers le Gansu.
Il publie un ouvrage intitulé La Russie et la Chine en 1900 à Saint-Pétersbourg. Il y exprime le souhait des peuples d'orient d'être soumis à la Russie. Le tsar étant pour certains de ces peuples l'émanation d'un roi asiatique mythique qui régnait sur le domaine mystique du Shambhala .   
Le ministre de la guerre Alexeï Kouropatkine se méfie de Badmaïev (et tout autant du  prince Oukhtomski d'ailleurs) et le considère comme dangereux parce qu'il inspirait à l'empereur des fantasmes sur la grandeur du tsar comme maître de l'Asie.   
Orientaliste confirmé, Badmaïev travaille plusieurs années au Ministère des Affaires étrangères russe puis le quitte pour pratiquer la médecine, de 1875 à sa mort. Il est enterré au cimetière Chouvalovskoïe.